# Aérodrome de Røros
L'aérodrome de Røros (code IATA : RRS • code OACI : ENRO); norvégien : Røros lufthavn est un aéroport situé à 2 km de la ville de Røros, dans le comté du Trøndelag, en Norvège. Le principal utilisateur sont Rørosfly, une école de pilotes, et l'aviation club de Røros, le Flyklubb.

## Statistiques
Pour des raisons techniques, il est temporairement impossible d'afficher le graphique qui aurait dû être présenté ici.

Voir la requête brute et les sources sur Wikidata.

## Compagnies aériennes et destinations
| Compagnies | Destinations    |
| ---------- | --------------- |
| Widerøe    | Oslo-Gardermoen |

## Situation

### Carte des aéroports en Norvège
Carte des principaux aéroports de Norvège (en 2019)
Le Svalbard n'est pas ici en coordonnées géographiques exactes.
| Oslo-Gardermoen Bergen Stavanger Trondheim Tromsø Bodø Sandefjord Moss Kristiansand Ålesund Haugesund Harstad/Narvik Molde Kristiansund Alta Kirkenes Bardufoss Florø Hammerfest Svalbard Plus de 10 millions Plus de 5 millions Plus de 1 million Plus de 0,4 million Moins de 0,4 million Fermé |

Édité le 01/01/2019